# Melitaea pudica
Melitaea pudica är en fjärilsart som beskrevs av Hans Ferdinand Emil Julius Stichel 1901. Melitaea pudica ingår i släktet Melitaea och familjen praktfjärilar. Inga underarter finns listade i Catalogue of Life.